# ピカソの遺言
「ピカソの遺言」（Picasso's Last Words (Drink to Me)）は、ポール・マッカートニーによる楽曲。1973年のウイングスのアルバム『バンド・オン・ザ・ラン』に収録された。ライヴバージョンは『ウイングス・オーヴァー・アメリカ』に収録された。2007年に、ウイングスのメンバーであったデニー・レインのアルバム『Performs the Hits of Wings』でカバーしている。

## 作曲
2010年11月に再発された『バンド・オン・ザ・ラン』のプロモーションとして放送されたイギリスのITV1によるテレビ番組「Wings: Band on the Run」でのインタビューで、ポールはジャマイカのモンテゴ・ベイでの休暇の際に、映画『パピヨン』の撮影セットに「潜入」し、ダスティン・ホフマンとスティーブ・マックィーンに会ったという。ホフマンとの夕食の後にポールがギターを弾いていたところ、ポールが「何にでも」ついてすぐに曲を作れるとは信じていなかったホフマンは、雑誌を引き抜き、そこに載っていたパブロ・ピカソの死と彼の有名な最期の言葉

Drink to me, drink to my health. You know I can't drink anymore.
（私のために、私の健康のために飲んでくれ。知ってるだろう、私はもう飲めないんだ。）

から作るように提案、するとポールは即座に曲を完成してしまった。ホフマンは妻アン・バーンに対して「…見て、彼はやってるよ…彼はやっているよ!」と興奮したという。

## レコーディング
ナイジェリアのラゴスで『バンド・オン・ザ・ラン』を録音している間に、ウイングスはイケジャの郊外にあるジンジャー・ベイカーのARCスタジオに招待された。ベイカーはポールにここでアルバム全てのレコーディングをしたらいいと提案したが、ポールは気が進まず、そこで1日を過ごすことについて同意した。「ピカソの遺言」はその間に録音された。ベイカーも録音に参加し、砂利でいっぱいのブリキ缶をパーカッションとして演奏した。

## パーソナル
- ポール・マッカートニー - リードボーカル, ギター, ベース, ドラムス
- リンダ・マッカートニー - バックボーカル
- デニー・レイン - リードボーカル, ギター
- ジンジャー・ベイカー - パーカッション

## 参照
1. ↑  “Performs the Hits of Wings”. Allmusic. 2011年12月28日閲覧。
2. ↑  Presenters: Dermot O'Leary (2010年10月31日). "Wings: Band on the Run". Paul McCartney and Wings: Band on the Run. ITV. ITV1. 2012年7月27日時点のオリジナルよりアーカイブ。
3. ↑  Lewisohn, Mark "Band on the Run - 25th Anniversary Edition; The Recording of Band on the Run" Parlophone (4 99176 2).